# Пілатр де Розьє
Жан-Франсуа Пілатр де Розьє (фр. Jean-François Pilâtre de Rozier; 30 березня 1754, Мец, — 15 червня 1785, Вімій, Франція) — французький науковець, викладач фізики і хімії. Був першим, разом із маркізом д'Арландом, хто злетів на повітряній кулі 21 листопада 1783 року. Під час спроби перетнути на повітряній кулі Ла-Манш загинув в аварії.

## Біографія
Пілатр де Розьє народився у місті Мец, був четвертою дитиною в родині. Його батько був відставним солдатом, пізніше став власником невеличкого готелю. Ще в дитинстві Пілатр цікавився хімією та медициною. Навчання здобував у Парижі і Реймсі, де пізніше викладав хімію і фізику. З часом Пілатр привернув увагу брата короля, майбутнього Людовика XVIII, який допоміг йому отримати посаду завідувача відділом природничих наук у приватному музеї. Саме тут Пілатр де Розьє проводив для аристократів досліди та експерименти з газами, винайшов респіратор.
15 жовтня 1783 року 26-річному де Розьє вдалося отримати дозвіл короля на проведення випробування повітряної кулі братів Монгольф'є, на якій він піднявся на висоту 26 метрів. Це стало першим в історії польотом людини на повітроплавному апараті, хоча повітряна куля була прикута ланцюгами до землі.
Подальші експерименти не отримали дозволу короля, який дозволяв відправити у ризикований вільний політ тільки засуджених на смерть злочинців, а не шляхтичів. Попри це, з часом дозвіл був отриманий на політ Пілатра де Розьє та маркіза д'Арланда, які 21 листопада 1783 року здійснили перший вільний політ повітряної кулі в історії людства. Політ тривав приблизно 25 хвилин і небезпечно закінчився у передмісті Парижа, за кілька миль від центру французької столиці (нині частина 13-го округу).
Пізніше Розьє розробив свій власний прилад «розьєр», який мав підніматися за допомогою газів, таких як водень і парів води. 15 червня 1785 року на цій повітряній куля із застосуванням газів і пару разом із своїм компаньйоном П'єром Роменом він намагався перетнути Ла-Манш і досягти Великої Британії. Ця подорож закінчилася трагічно — повітряна куля несподівано впала з висоти 300 метрів і обидва мандрівника загинули. Загибель Пілатра де Розьє біля міста Вімере на північному узбережжі Франції вважається першою авіаційною катастрофою в історії людства.